# Mary Carlisle
Mary Carlisle (Boston, 3 februari 1914 – Woodland Hills, 1 augustus 2018) was een Amerikaanse actrice en zangeres.
Carlisle werd als Gwendolyn Witter geboren in Back Bay Boston. Ze was een van de WAMPAS Baby Stars in 1932. Op haar achtste speelde ze al samen in een film met Jackie Coogan. De jaren 30 was haar meest succesvolle periode, mede dankzij Metro-Goldwyn-Mayer. Van een kleine rol in Madam Satan, The Girl Said No, Montana Moon en Grand Hotel naar grotere rollen in onder meer Dance, Girl, Dance, Once To Every Woman met Ralph Bellamy en Fay Wray in 1934. Verder speelde ze in films met o.a. Sterling Holloway, Lon Chaney jr., Charles Ruggles, Una Merkel, Leo Carrillo en Maureen O'Hara. Ze acteerde ook in drie films met Bing Crosby. Ze stopte met acteren in 1943.
Carlisle huwde met James Blakeley, die in 2007 overleed. In 1960 kreeg ze een ster op de Hollywood Walk of Fame.
Na het overlijden van Gloria Stuart (100) en Barbara Kent (103) was ze de laatste WAMPAS Baby Star. Carlisle werd 104 jaar oud. Ze werd begraven in de Westwood Village Memorial Park Cemetery.
- Biblioteca Nacional de España: XX5816983
- Bibliothèque nationale de France: cb14672214x (data)
- Gemeinsame Normdatei: 1163738972
- International Standard Name Identifier: 0000 0000 7844 6169
- Library of Congress Control Number: n87911869
- SNAC: w67b6gn1
- Virtual International Authority File: 55681513
- WorldCat: E39PBJw4DXRdKrkjf3MXYWVKVC